# John Teague
John Teague (Norwich, 1958) è un ex sciatore alpino statunitense.

## Biografia
Specialista dello slalom speciale, Teague fece parte della nazionale statunitense dal 1976 al 1978 e in Can-Am Cup nella stagione 1975-1976 vinse la classifica di specialità; non prese parte a rassegne olimpiche e non ottenne piazzamenti in Coppa del Mondo o ai Campionati mondiali. Dopo il ritiro partecipò al circuito universitario NACC e in seguito a quello professionistico nordamericano (Pro Tour).

## Palmarès

### Cam-Am Cup
- Vincitore della classifica di slalom speciale nel 1976[senza fonte]